# Tovmas II (ormiański patriarcha Konstantynopola)
Tovmas II (ur. ?, zm. ?) – w roku 1644 oraz w latach 1657–1659 23. ormiański Patriarcha Konstantynopola.